# Pseudacris brimleyi
Pseudacris brimleyi (tên tiếng Anh: Brimley's Chorus Frog) là một loài ếch trong họ Nhái bén. Chúng là loài đặc hữu của Hoa Kỳ, và được đặt tên theo nhà động vật học người North Carolina C.S. Brimley.
Các môi trường sống tự nhiên của chúng là các khu rừng ôn hòa, sông, sông có nước theo mùa, đầm nước, đầm nước ngọt, đầm nước ngọt có nước theo mùa, ao, hố lộ thiên, và kênh đào và mương rãnh. Loài này đang bị đe dọa do mất môi trường sống.